# Pozemní stavitelství
Pozemní stavitelství je studijní obor, který se vyučuje na středních a vysokých školách. Předmět je soustředěn na výchovu budoucích stavebních techniků. Tento předmět má studentům osvětlit problematiku navrhování a provádění stavebních konstrukcí. Dále se tento předmět věnuje typologii občanských staveb, typologii bytových staveb, technickému zařízení budov, strojnímu vybavení budov, dokončovacím pracím, zásadám požární ochrany a civilní ochrany.